# 建城镇
建城镇，是中华人民共和国广东省云浮市郁南县下辖的一个乡镇级行政单位。
区域面积222.6平方千米。

## 行政区划
建城镇下辖以下地区：
建城社区、罗旁社区、附城村、东一村、东二村、便民村、新峡村、西镇村、白天村、沙隆村、龙塘村、车溶村、合村、罗旁村、罗子村、格木村、永同村、冲口村、地心村、大历村、冷水村和东坑村。